# Strubbe Pils
Strubbe Pils is een Belgisch pilsbier.
Het bier wordt gebrouwen in Brouwerij Strubbe te Ichtegem. Het is een blond bier met een alcoholpercentage van 4,3%. Tot het einde van de Eerste Wereldoorlog wordt alleen bier met hoge gisting gebrouwen bij Brouwerij strubbe, daarna schakelt de brouwerij geleidelijk om naar het brouwen van lagegistingsbieren, eerst Bock en nadien Pils. In 2007 wordt de oude benaming “Superpils” veranderd in de huidige naam.